# Pothyne burmanensis
Pothyne burmanensis là một loài bọ cánh cứng trong họ Cerambycidae.